# Werpspoel

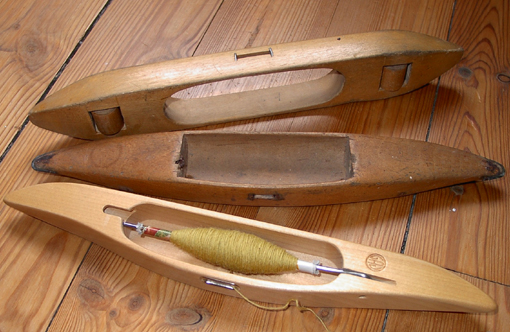
Schietspoel (bovenste) en werpspoelen

Een werpspoel of smietspoel (eigenlijk: smijtspoel) of schuitje is de benaming voor een spoel die in een weefgetouw wordt gebruikt voor het inslaggaren. Ze bestaat uit een holle houten spoel waarin zich een klosje bevindt waarop het garen wordt gewonden. Dit kan door een gaatje in de zijkant van de spoel uittreden. De spoel is licht gebogen en kan in de hand gehouden worden. Ze wordt tussen de scheringdraden (de sprong) door geworpen en moest ook weer worden opgevangen, hetgeen een zware lichamelijke belasting kan vormen.
Geleidelijk werd ze in de industrie vervangen door de schietspoel of snelspoel, waarmee men een drie maal grotere productiviteit kon bereiken. Deze is in 1733 uitgevonden en gepatenteerd (No. 542) door John Kay. De werpspoel werd echter in de thuisweverij nog gebruikt tot in de eerste decennia van de 19e eeuw. Ook hobbywevers gebruiken nog werpspoelen.